# Agim Ramadani
Agim Ramadani (Gjilan, 3 maggio 1963 – Gjakova, 11 aprile 1999) è stato un militare albanese anche conosciuto con il soprannome di Katana.
Fu un comandante dell'Ushtria Çlirimtare e Kosovës (UÇK), un'organizzazione paramilitare di etnia albanese che cercava l'indipendenza del Kosovo dalla Serbia. Fu ucciso in azione durante la Battaglia di Košare. Dopo la guerra, fu dichiarato Eroe del Kosovo.

## Biografia
Agim Ramadani nacque il 3 maggio 1963 nel villaggio di Zhegër situato negli altopiani di Karadak, nel comune di Gjilan nel Kosovo. La sua famiglia è originaria di Depce vicino a Preševo e appartiene alla tribù Berisha. Ha studiato presso la scuola tecnica superiore a Gnjilane nel 1980, e all'accademia militare per le comunicazioni a Zagabria, RS Croazia.
Nel 1998 Ramadani lasciò la Svizzera, dove sua moglie e i suoi tre figli vivevano, e si unì all'Ushtria Çlirimtare e Kosovës. Morì nella Battaglia di Košare.

## Guerra del Kosovo

### Fase iniziale
Allo scoppio della Guerra del Kosovo, Ramadani si unì all'Ushtria Çlirimtare e Kosovës, dove immediatamente divenne comandante nella zona operativa di Dukagjin

### Battaglia di Gjocaj e Jasiq
Il 28 luglio 1998 Ramadani arrivò a rinforzare le difese del villaggio Gjocaj e Jasiq. Le forze jugoslave attaccarono il villaggio dall'avamposto militare di Kosharë per prendere due punti strategici. L'attacco fallì. il risultato fu la morte di tre soldati VJ e di un maggiore VJ, mentre l'UCK sotto il comando di Ramadani subì tre vittime.

### Battaglia di Opaljaz
Il 9 agosto 1998 nel villaggio di Oplazë (serbo:Опљаз), le forze sotto il comando di Ramadani sconfissero con successo le forze jugoslave uccidendo 17-20 soldati e due ufficiali dell'esercito.

### Operazione Acquila
Il 15 agosto 1998 Ramadani ha avviato l'"Operazione Acquila", che prevedeva l'attacco alla stazione di polizia di Zhillovic.

### Raid di Gjeravica
La successiva operazione di Agim Ramadani contro le forze jugoslave avvenne in un avamposto militare jugoslavo e in una torre di guardia vicino al monte Gjeravica il 15 settembre 1998. 40 soldati serbi furono uccisi e 20 feriti.

### Operazione Fenix
Nella sua successiva operazione, nome in codice "Operazione Fenix", il 30 settembre 1998 attaccò le posizioni dell'esercito jugoslavo vicino alla base militare di Košare. Anche in questo caso l'operazione si concluse con una vittoria per la brigata Ramadani, uccidendo 6 soldati jugoslavi, ferendone altri 6 e distruggendo 1 carro armato e 1 APC.

### Battaglia di Košare
Il 9 aprile 1999 Ramadani, insieme a 136 soldati sotto il suo comando, attraversò il confine albanese-jugoslavo vicino a Košare e attaccò le forze jugoslave che contavano 300 soldati, dando inizio alla battaglia più sanguinosa dell'intera Guerra del Kosovo. I combattimenti del primo giorno durarono 24 ore e si conclusero con una vittoria per le forze di Ramadani, costringendo i soldati jugoslavi a ritirarsi nella base di Košare. I pesanti combattimenti provocarono la morte di 4 soldati dell'UCK e 23 soldati jugoslavi.

### Morte
La morte di Agim Ramadani è stata fonte di speculazioni. Il resoconto della sua morte riportato dall'UCK era che era stato ucciso in un attacco a sorpresa da parte delle forze serbe durante la battaglia di Košare. Il giornalista americano James Ridgeway ipotizza che la sua morte sia stata collegata a una serie di omicidi di importanti leader dell'UCK e delle FARK collegati a Hashim Thaçi. Isni Berisha, un ex soldato dell'UCK che ha assistito alla morte di Ramadani, ha detto che è stato ucciso in un attacco a sorpresa da parte dei serbi.

## Eredità
Agim è considerato un eroe albanese. A lui è intitolata una strada principale di Pristina.